# 斎藤利永
斎藤 利永（さいとう としなが、? - 長禄4年5月27日（1460年6月16日））は、室町時代の武将。美濃守護代。斎藤宗円の嫡男で弟に斎藤妙椿、利任、周倫。帯刀左衛門尉、越前守と称す。妻は赤松氏の出身（後妻）。先妻の子に利藤、典明、後妻の子に利国（妙純）、利安（敬仲元粛）、利綱らがいる。法名は大功宗輔大居士。
文安元年（1444年）閏6月19日、父が守護代富島氏を殺害したことに始まる美濃の合戦に参加、翌文安2年（1445年）8月、美濃における斎藤氏の拠点として加納城を築城したという。守護代就任以前は在京することが多く、和歌をよくし、禅宗にも深く帰依したという。宝徳2年（1450年）9月、父が暗殺されると、暗殺の首謀者である富島氏・長江氏と戦い討ち滅ぼし、まもなく守護代となる。
康正2年（1456年）、土岐持益の嫡子持兼が亡くなると、後継者問題が発生した。持益の孫で持兼の庶子亀寿丸（当時3歳）を推す声があったが、利永は拒否し、まだ壮年の持益を隠居させ土岐成頼を守護職に据えた。長禄4年（1460年）、中風を患い死去。武勇に優れて清廉な武将であったとされ、その死を惜しむ記録が残されている。